# Fénylő császárlégykapó
A fénylő császárlégykapó (Myiagra alecto) a madarak osztályának verébalakúak (Passeriformes) rendjébe és a császárlégykapó-félék (Monarchidae) családjába  tartozó faj.

## Rendszerezése
A fajt Coenraad Jacob Temminck holland ornitológus írta le 1827-ben, a Drymophila nembe Drymophila alecto néven.

## Alfajai
- Myiagra alecto alecto (Temminck, 1827) - a Maluku-szigetek északi és középső része
- Myiagra alecto longirostris (Mathews, 1928) - Tanimbar-szigetek
- Myiagra alecto rufolateralis (G. R. Gray, 1858) - Aru-szigetek, eredetileg különálló fajnak írták le.
- Myiagra alecto chalybeocephala (Lesson & Garnot, 1828) - a Pápua-szigetek, Új-Guinea és a Bismarck-szigetek, eredetileg különálló fajnak írták le.
- Myiagra alecto lucida (G. R. Gray, 1858) - D'Entrecasteaux-szigetek és a Louisiade-szigetek, eredetileg különálló fajnak írták le.
- Myiagra alecto manumudari (Rothschild & Hartert, 1915) - Manam sziget (Új-Guinea északkeleti partvidéke mentén)
- Myiagra alecto melvillensis (Mathews, 1912) - Ausztrália északnyugati része
- Myiagra alecto wardelli (Mathews, 1911) - Új-Guinea déli része és Ausztrália északkeleti és keleti része [2]

## Előfordulása
Ausztrália, Indonézia és Pápua Új-Guinea területén honos. Természetes élőhelyei szubtrópusi és trópusi síkvidéki esőerdők, mocsári erdők, mangroveerdők és lombhullató erdők, tavak, folyók és patakok környékén. Állandó, nem vonuló faj.

## Megjelenése
Testhossza 17–19 centiméter, testtömege 20 gramm. A nemek tollazata különbözik.
|  |  |

## Életmódja
Főleg rovarokkal táplálkozik, de néha gyümölcsöket, puhatestűeket és rákféléket is fogyaszt.

## Természetvédelmi helyzete
Az elterjedési területe rendkívül nagy, egyedszáma pedig stabil. A Természetvédelmi Világszövetség Vörös listáján nem fenyegetett fajként szerepel.